# John Victor Sorsoleil
John Victor Sorsoleil (ur. 2 czerwca 1898, zm. 1956) – kanadyjski as myśliwski okresu I wojny światowej. Odniósł 14 zwycięstw powietrznych.

## Życiorys
John Victor Sorsoleil od listopada 1917 roku do lipca 1918 roku służył w RFC w No. 84 Squadron RAF. W jednostce latał na samolotach S.E.5a. Pierwsze zwycięstwo lotnicze odniósł 13 stycznia 1918 roku w okolicach Graincourt. Tytuł asa myśliwskiego uzyskał 17 marca zestrzeliwując niemiecki samolot Pfalz D.III na wschód od Mametz. Sorsoleil odniósł trzykrotnie podwójne zwycięstwa: 19 lutego w okolicach St. Gobain Wood zniszczył dwa samoloty Albatros D.V, 25 kwietnia w okolicach Wiencourt - Albatrosa i Pfalza. Trzecie podwójne zwycięstwo odniósł 3 czerwca na wschód Montdidier zestrzelił dwa samoloty Fokker Dr.I.
W kwietniu został promowany na stopień kapitana. Po powrocie do Kanady w 1923 roku ukończył University College na University of Toronto.
W czasie II wojny światowej był dowódcą dywizjonu RCAF. Został odznaczony Military Cross.